# Tosses del Coll d'en Fuster
Les Tosses del Coll d'en Fuster és una muntanya de 351 metres que es troba entre els municipis d'Alfara de Carles i de Xerta, a la comarca catalana del Baix Ebre.